# Francis Laforgue
Francis Laforgue (Prada, Conflent, 13 d'abril de 1958) és un jugador internacional de rugbi a 13 nord-català, té una alçada de 1,87 metres i un pes de 87 kg. És el germà bessó de Guy Laforgue.
Com ell, va fer els primers passos a l'escola de rugbi de XIII Catalan. Centre o obertura, accedeix ràpidament al primer equip mentre encara és junior. Jugador de grandària impressionant per a centre, és un defensa ràpid, tècnic i excel·lent. Va passar la major part de la seva carrera al XIII Català de 1978 a 1989 i va acabar la seva carrera de rugbi a la seva ciutat natal a Prada (JOP XV). retirat del rugbi, treballa com a assessor financer.

## Club
- XIII Catalan[1]
- JOP XV Prada

## Palmarès
- Campió de França Junior en 1976.
- Cinc cops campió de França amb el XIII Catalan: de 1982 a 1985, i en 1987.
- Finalista del Campionat de França de rugbi a 13 en 1977 i 1986 amb el XIII Catalan.
- Copa de França de rugbi a 13: 3 trofeus amb el XIII Catalan en 1977, 1980 i 1985 i una final en 1987.

## Selecció francesa
- 4 seleccions en l'equip de França Juniors i 3 seleccions en la categoria sub-21 (menys de 21)
- 6 seleccions en l'equip de França: el 1980 (contra Gran Bretanya) després de 1983 a 1986 (contra Gran Bretanya: 2 capes, Austràlia: 2 capes, Nova Zelanda: 1 cap).
- Un partit per al cinquantè aniversari de XIII Catalan contra Salford en 1981 (victòria 8 a 4)